# Tony Miles
Anthony John "Tony" Miles (Birmingham, 23 april 1955 – 12 november 2001) was een Britse schaker.
In 1976 werd hij de eerste Engelse FIDE grootmeester (GM) en werd hij beroepsschaker. Zijn bijnaam was "De Russendoder" en hoewel hij een sterk schaker was, was zijn beroep toch een zware belasting. Hij had paranoïde waanbeelden en dacht dat men (in het bijzonder Raymond Keene) hem wilde vermoorden. Anthony Miles belandde in een psychiatrisch ziekenhuis met de raad om met schaken te stoppen. In 2001 overleed hij aan de gevolgen van suikerziekte.
Miles is ook beroemd geworden vanwege zijn overwinning op Karpov in 1980, waarbij hij met zwart met de zetten 1. ..., a6 en 2. ..., b5 opende.

## Beginjaren
Miles was enig kind, werd geboren in Edgbaston, een buitenwijk van Birmingham. Hij ging naar de King Edward's School (Birmingham). Op jonge leeftijd leerde hij schaken, in 1968 werd hij Brits kampioen in de categorie tot 14 jaar, in 1971 werd hij Brits kampioen in de categorie tot 21 jaar.
In 1973 werd Miles tweede op het Wereldkampioenschap schaken voor junioren in Teesside. Zowel Miles als Michael Stean wonnen van de toernooiwinnaar Oleksandr Beljavsky. In 1974 won Miles de begeerde titel in Manilla, als wiskunde-student aan de Universiteit van Sheffield.
Miles besloot profschaker te worden en zijn studie niet af te maken, toch kreeg hij in 1975 van de universiteit een Master of Arts graad vanwege zijn resultaten als schaker.

## Schaakcarrière
In 1976 werd Miles de eerste in Groot-Brittannië geboren schaker die de titel grootmeester in bordschaken verkreeg. De genaturaliseerde in Duitsland geboren schaker Jacques Mieses kreeg de GM-titel in 1950, en Keith Richardson kreeg de grootmeestertitel in correspondentieschaak eerder in de jaren 70. Hiervoor ontving Miles een prijs van £ 5.000, beschikbaar gesteld door zakenman en schaakliefhebber Jim Slater.
In de late jaren 70 en de jaren 80 behaalde hij goede resultaten. Miles werd een speler van wereldklasse en won partijen tegen onder meer de voormalig wereldkampioenen Vasili Smyslov, Mikhail Tal en Boris Spassky. In deze periode won hij, samen met Jan Timman, het Zonetoernooi Amsterdam 1978 en kwalificeerde zich voor het interzonale toernooi te Riga.
In 1980 bij het Europees schaakkampioenschap voor landenteams in Skara versloeg hij de regerend wereldkampioen Anatoly Karpov met zwart, gebruikmakend van de onorthodoxe schaakopening 1. e4 a6!?, de St. George verdediging. Drie jaar later versloeg Miles in het kader van de BBC-serie The Master Game Karpov opnieuw, in Bath, maar vanwege een staking bij BBC-technici werd de partij uitsluitend op de Duitse televisie vertoond.
Miles won het Britse schaakkampioenschap in 1982, in Torquay. Zijn beste tijd als schaker was midden jaren 80. Op 20 mei 1984 zette Miles in Roetgen (Duitsland) met 22 partijen (+10 =10 –2) een Duits record in blind simultaanschaken; dit record werd pas gebroken in 2009. In januari 1984 stond hij 18e op de lijst met wereldwijde Elo-ratings, met rating 2599. In 1984 won hij het sterk bezette schaaktoernooi van Tilburg, met een voorsprong van 1.5 pt. In 1985 werd hij op hetzelfde toernooi gedeeld 1e Robert Hübner en Viktor Kortsjnoj, waarbij hij sommige partijen liggend speelde vanwege rugproblemen. Sommige tegenstanders gaven aan dat ze daardoor afgeleid waren. In januari 1986 was zijn Elo-rating 2610, waarmee hij nummer 9 op de wereldranglijst werd. Een grote concurrent in die periode was John Nunn, die toen de beste speler van het Verenigd Koninkrijk was. Spoedig kwamen daar de concurrenten Nigel Short en Jon Speelman bij.
Het lukte Miles nooit om vanuit een Interzone-toernooi door te stoten naar een Kandidatentoernooi; in 1985 werd Nigel Short de eerste Brit die dit wel lukte. Echter, op de 26e (Thessaloniki, 1984) en de 27e Schaakolympiade (Dubai, 1986) bleef Miles aan het eerste bord van het Engelse team spelen; beide keren behaalde het team een zilveren medaille.
Tegen Garri Kasparov had Miles weinig succes, hij won geen enkele partij van hem; in 1986 verloor hij in Basel een match van hem met 5½–½.
In 1987 won Miles het VBG/van Berkel-BSG Pinkstertoernooi.
Na eind 1987 opgenomen geweest te zijn wegens psychische problemen, emigreerde Miles naar de Verenigde Staten. Bij het kampioenschap van de VS in 1988 eindigde hij als laatste, maar later behaalde hij ook goede resultaten. In 1991 nam hij deel aan het kampioenschap van Australië, maar keerde uiteindelijk terug naar Engeland. Hij eindigde op een gedeelde eerste plaats op het sterk bezette toernooi in Cappelle-la-Grande Open in 1994, 1995 en 1997. In 1995 versloeg hij Vladimir Kramnik in de eerste ronde en Loek van Wely in de tweede ronde van de PCA Intel Rapid Chess Grand Prix in London. In de halve finale werd zijn opmars tot staan gebracht door Michael Adams.
Vier keer won Miles het Capablanca Memorial in Cuba (1994, 1995, 1996 en 1999). Miles werd in 1999 gedeeld eerste bij het Continental Open in Los Angeles, met Oleksandr Beljavsky, Ľubomír Ftáčnik en Suat Atalık. Zijn laatste toernooizege was in 2001 het Open Schaakkampioenschap van Canada, in Sackville (New Brunswick).
Miles nam in 2001 deel aan het Brits kampioenschap in Scarborough (North Yorkshire), maar trok zich vanwege gezondheidsproblemen terug, voor de laatste ronde. Zijn laatste twee partijen waren korte remises in de Four Nations Chess League.

## Overlijden
Miles overleed aan een hartstilstand op 12 november 2001. Zijn lichaam werd gevonden in zijn huis in Harborne (Birmingham) nadat een vriend had geprobeerd contact met hem te krijgen om hem mee te nemen naar een bridge-club. Miles leed aan diabetes en uit onderzoek bleek dat dit had bijgedragen aan zijn overlijden. Hij werd op 23 november gecremeerd in het Lodge Hill Crematorium in Selly Oak. Voorafgaand aan ronde 7 van het Europees schaakkampioenschap voor landenteams, in León, werd een moment stilte gehouden.

## Persoonlijkheid
Miles was in veel opzichten controversieel. In 1975, in de laatste ronde van een toernooi in Luton, had Miles nog een remise nodig om het toernooi te winnen, en zijn tegenstander Stewart Reuben wilde een remise om hoog te eindigen. Beiden kwamen remise overeen zonder een zet te spelen. Toen de scheidsrechter beiden geen punten gaf omdat er geen partij gespeeld was, claimden beide spelers dat vooraf reeds afgesproken remises vaak voorkwamen, waarbij men dan enkele loze zetten speelde. Dit was de eerste keer dat de score 0–0 aan zo'n partij toegekend werd. Deze kwestie leverde veel correspondentie op in Britse schaakbladen.
Miles had ook onenigheden met bestuurders en met collega-spelers, met name Raymond Keene en Nigel Short. Miles beschuldigde Keene van het ontvangen van betalingen van de Britse Schaakfederatie voor het optreden als zijn secondant bij het Interzone-toernooi in Tunis in 1985. Miles raakte door de kwestie geobsedeerd, hetgeen uiteindelijk leidde tot een zenuwinzinking. In september 1987 werd hij gearresteerd in Downing Street, hij had besloten dat hij de toenmalige Eerste Minister Margaret Thatcher over de kwestie moest spreken; hij werd vervolgens twee maanden opgenomen. Nigel Short schreef in november 2003 in The Daily Telegraph dat Tony Miles extreem jaloers was op Shorts' succes, en dat het niet kunnen accepteren niet meer de nr. 1 van het Verenigd Koninkrijk te zijn, een indicatie was van, of wellicht een aanleiding voor, zijn geestelijk afdwalen.
Miles stond ook bekend om zijn bijtende humor. Vaak viel hij in publicaties gevestigde schaak-persoonlijkheden aan. Bijvoorbeeld werd voormalig wereldkampioen Anatoli Karpov aangevallen in een artikel met de titel "Has Karpov Lost his Marbles?". Andere slachtoffers van zijn publicaties waren de vrouwelijke grootmeester (WGM) Martha Fierro Baquero en de Indiase schaakorganisator Umar Koya. Zijn bespreking in Kingpin van het boek Unorthodox Chess Openings van Eric Schiller (Cardoza Publishing, 1998) bestond slechts uit twee woorden: "Utter crap."

## Variant
| 8 | rd                               | nd | bd | qd | kd | bd |    | rd |
| 7 | pd                               |    | pd | pd |    | pd | pd | pd |
| 6 |                                  | pd |    |    | pd | nd |    |    |
| 5 |                                  |    |    |    |    |    |    |    |
| 4 |                                  |    | pl | pl |    | bl |    |    |
| 3 |                                  |    |    |    |    | nl |    |    |
| 2 | pl                               | pl |    |    | pl | pl | pl | pl |
| 1 | rl                               | nl |    | ql | kl | bl |    | rl |
|   | a                                | b  | c  | d  | e  | f  | g  | h  |
|   | Milesvariant in het Dame-Indisch |    |    |    |    |    |    |    |

Naar hem genoemd is de Milesvariant in het Dame-Indisch:

1.d4 Pf6 2.c4 e6 3.Pf3 b6 4.Lf4.

## Persoonlijk leven

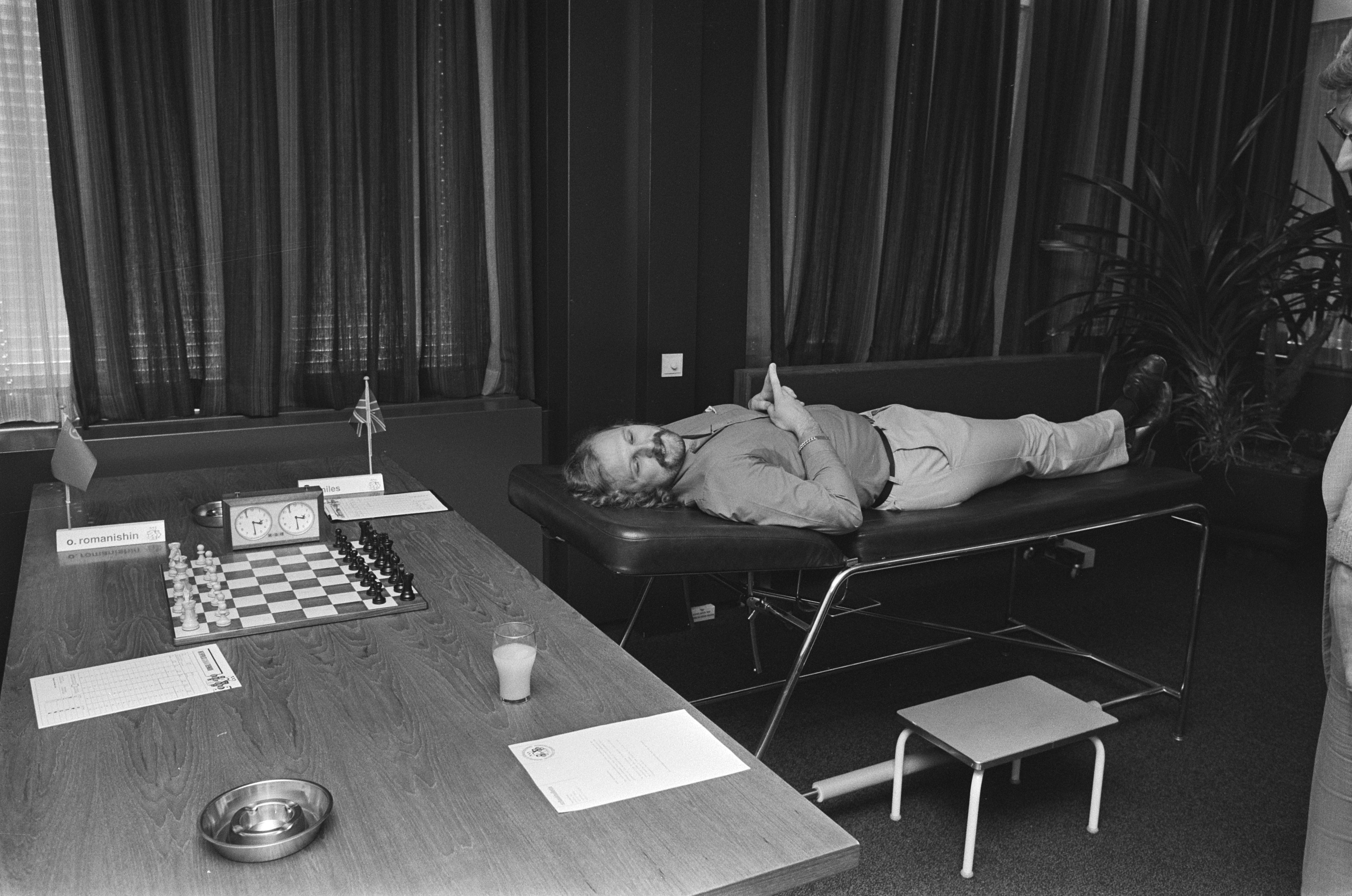
Miles op een stretcher, Interpolis Tilburg 1985

Miles was twee keer gehuwd en gescheiden, hij had geen kinderen. Zijn eerste vrouw was Jana Bellin, die eerder getrouwd was met William Hartston.

## Trivia
Bij het Interpolistoernooi van 1985 in Tilburg had hij zo'n last van zijn rug dat hij liggend op een stretcher speelde.

## Externe koppelingen
- (en)   Informatie over schaakpartijen van Tony Miles op ChessGames.com
- (en)   Informatie over schaakpartijen van Tony Miles op 365chess.com